# Хамель, Вернер
Вернер Ханс Фриц Хамель (нем. Werner Hamel; 9 февраля 1911, Берлин — 25 июля 1987, Гамбург) — немецкий хоккеист на траве, нападающий. Серебряный призёр летних Олимпийских игр 1936 года.

## Биография
Вернер Хамель родился 9 февраля 1911 года в немецком городе Берлин.
Играл в хоккей на траве за «Берлинер», в составе которого выиграл чемпионат Германии в 1941 и 1942 годах.
В 1936 году вошёл в состав сборной Германии по хоккею на траве на летних Олимпийских играх в Берлине и завоевал серебряную медаль. Играл на позиции нападающего, провёл 2 матча, забил 1 мяч в ворота сборной Афганистана.
В 1932—1937 годах провёл за сборную Германии 12 матчей.
Умер 25 июля 1987 года в западногерманском городе Гамбург.